# 방과 후 티타임 II
방과 후 티타임 II(일본어: 放課後ティータイム II 호카고 티 타이무 II[*])는 방과 후 티타임의 앨범으로, 2010년 10월 27일에 포니 캐니언을 통해 발매되었다.

## 개요
- TBS 계열 TV 애니메이션 '케이온!!'에 등장하는 밴드 유닛 '방과 후 티타임'의 앨범.
- 이전 앨범인 방과 후 티타임은 미니 앨범이었지만, 이번 앨범은 풀 앨범으로 CD 2장으로 구성되어 있다.
- Disc-1에는 이미 싱글로 발매된 '퓨어퓨어 하트', '밥은 반찬/U&I'를 시작으로, 제 2기 24화 '졸업식!'에서 연주 된 '천사와 만났어요!'와, 작중에서는 타이틀이나 가사의 일부만 나온 미발표곡, 보너스 트랙 등의 합계 10곡이 수록되어 있다.
- Disc-2는 제 2기 23화 '방과 후!'에서 카세트에 녹음했던 음원을 재현하는 형태로 수록하고 있어서, 곡의 목록도 Disc-1 중 '천사와 만났어요!', '방과 후 티타임(보너스 트랙)'의 2곡을 제외한 전곡에 이전 앨범 '방과 후 티타임'의 4곡을 더한 형태로 구성되어 있다.
- 초회 한정판에는 Disc-2의 내용을 수록한 카세트 테이프가 포함된다. 이는 Disc-2의 스테레오 형식과 다른 모노 형식이다.
- 지금까지 발표된 '케이온!' 시리즈의 음반처럼, 작사·작곡은 설정상 등장 인물에 의한 것으로 되어있지만, 실제 작사, 작·편곡은 다른 인물이 담당하고 있다.

## 수록곡

### Disc-1 (Studio Mix)
1. 딸기 파르페가 멈추지 않아
작사 : 이나바 에미, 작·편곡 : 카와구치 스스무
메인 보컬 : 히라사와 유이, 코러스 : 아키야마 미오, 코토부키 츠무기
제 2기 1화에 곡명만 등장하였다.
2. 퓨어퓨어 하트
작사 : 이나바 에미, 작·편곡 : 마에자와 히로유키
메인 보컬 : 아키야마 미오, 코러스 : 히라사와 유이
삽입곡 싱글 '퓨어퓨어 하트'의 수록곡. 제 2기 7화에 사용되었다.
3. Honey sweet tea time
작사 : 이나바 에미, 작·편곡 : bice
메인 보컬 : 코토부키 츠무기, 코러스 : 히라사와 유이, 아키야마 미오, 타이나카 리츠, 나카노 아즈사
제 2기 3화에서 부분의 멜로디와 곡명만 등장하였다. '방과 후 티타임' 명의의 곡에서는 처음으로 츠무기가 메인 보컬을 담당한 곡이다.
4. 장마 20 러브
작사 : 이나바 에미, 작곡 : 타무라 신지, 편곡 : 코모리 시게오
메인 보컬 : 아키야마 미오, 코러스 : 히라사와 유이, 코토부키 츠무기
애니메이션에는 등장하지 않았던 신곡. 극장판에서 편곡되어 사용되었다.
5. 밥은 반찬
작사 : 히라사와 유이, 작·편곡 : bice
메인 보컬 : 히라사와 유이, 코러스 : 아키야마 미오
삽입곡 싱글 '밥은 반찬/U&I'의 수록곡. 제 2기 20화에 사용되었다.
6. 두근두근 슈가
작사 : 이나바 에미, 작·편곡 : 마에자와 히로유키
메인 보컬 : 아키야마 미오, 코러스 : 히라사와 유이, 코토부키 츠무기
제 2기 7화에서 곡명과 가사의 일부가 등장하였다.
7. 겨울날
작사 : hotaru, 작·편곡 : Tom-H@ck
메인 보컬 : 히라사와 유이, 코러스 : 아키야마 미오
제 1기의 첫 번째 번외편(13화)에서 곡명과 가사만 등장하였다.
8. U&I
작사 : 히라사와 유이, 작·편곡 : 마에자와 히로유키
메인 보컬 : 히라사와 유이, 코러스 : 아키야마 미오
삽입곡 싱글 '밥은 반찬/U&I'의 수록곡. 제 2기 20화에 사용되었다.
9. 천사와 만났어요!
작사 : 이나바 에미, 작·편곡 : 카와구치 스스무
메인 보컬 : 히라사와 유이, 아키야마 미오, 타이나카 리츠, 코토부키 츠무기
제 2기 24화에 사용된 삽입곡. 유이들 4명이 졸업하며 홀로 남을 후배 아즈사를 위해 준비한 곡이라는 설정을 갖고 있기 때문에 보컬이나 연주에 아즈사(세컨드 기타)는 참여하지 않았었지만, 앨범 버전에서는 참여한다.
10. Interlude
11. 방과 후 티타임(보너스 트랙)
작사 : 오오모리 쇼우코, 작곡 : 후지스에 미키, 편곡 : 코모리 시게오
메인 보컬 : 방과 후 티타임

### Disc-2（Cassette Mix）
- Disc-2의 수록곡은 모두 애니메이션 제 2기 23화 '방과 후!'의 Mix 버전이다. (단, 도입곡인 1번 트랙은 제외)

1. Introduction
2. 폭신한 시간(후와후와타임)
작사 : 아키야마 미오, 작·편곡 : 마에자와 히로유키
3. 카레 다음에 밥
작사 : 이나바 에미, 작·편곡 : 마에자와 히로유키
4. 내 사랑은 호치키스
작사 : 이나바 에미, 작곡 : 후지스에 미키, 편곡 : 코모리 시게오
5. 붓펜 ~볼펜~
작사 : 이나바 에미, 작·편곡 : 카와구치 스스무
6. 퓨어퓨어 하트
7. 딸기 파르페가 멈추지 않아
8. Honey sweet tea time
9. 두근두근 슈가
10. 겨울날
11. 장마 20 러브
12. 밥은 반찬
13. U&I

## 같이 보기
- 케이온!!
- 방과 후 티타임 (이전 앨범)